# Somatostatin

Kemisk struktur av somatostatin.

Somatostatin, även känt som tillväxthormonhämmande hormon (GHIH) eller under flera andra namn, är ett peptidhormon som produceras i hypotalamus och i bukspottkörteln och som reglerar det endokrina systemet och påverkar neurotransmission och cellproliferation via interaktion med G-proteinkopplade somatostatinreceptorer och hämning av frisättningen av många sekundära hormoner. Somatostatin hämmar insulin- och glukagonutsöndringen.
Somatostatin har två aktiva former som produceras genom alternativ klyvning av ett enda preproprotein: en bestående av 14 aminosyror, den andra består av 28 aminosyror.
Bland ryggradsdjuren finns det sex olika somatostatingener som har fått namnet: SS1, SS2, SS3, SS4, SS5 och SS6. Zebrafiskar har alla sex. De sex olika generna, tillsammans med de fem olika somatostatinreceptorerna, tillåter somatostatin att ha ett stort antal funktioner. Människor har bara en somatostatingen, SST.
Somatostatin är uppkallad efter tillväxthormon (somatotropin), eftersom dess främsta funktion är att hämma utsöndringen av dessa. Det hämmar dessutom utsöndringen av tyreoideastimulerande hormon (TSH), prolaktin, insulin och glukagon. Somatostatinet fungerar också som signalsubstans och neuromodulator. I mag- och tarmkanalen finns somatostatin 28, med samma funktion som somatostatin och som hämmar gastrointestinala hormoner.

## Nomenklatur
Synonymer till "somatostatin" är
- tillväxthormonhämmande hormon (GHIH)
- tillväxthormonfrisättningshämmande hormon (GHRIH)
- somatotropin release-inhibiting factor (SRIF)
- somatotropinfrisättningshämmande hormon (SRIH)

## Produktion

### Matsmältningssystemet
Somatostatin utsöndras av deltaceller på flera ställen i matsmältningssystemet, nämligen pylorus antrum, tolvfingertarmen och pankreasöarna.
Somatostatin som frisätts i pylorus antrum färdas via det portala vensystemet till hjärtat och kommer sedan in i den systemiska cirkulationen för att nå de platser där det kommer att utöva sina hämmande effekter. Dessutom kan frisättning av somatostatin från deltaceller verka på ett parakrint sätt.
I magen verkar somatostatin direkt på de syraproducerande parietalcellerna via en G-proteinkopplad receptor (som hämmar adenylatcyklas och därmed effektivt motverkar histamins stimulerande effekt) för att minska syrasekretionen. Somatostatin kan också indirekt minska produktionen av magsyra genom att förhindra frisättning av andra hormoner, som gastrin och histamin som effektivt saktar ner matsmältningsprocessen. 

### Hjärnan

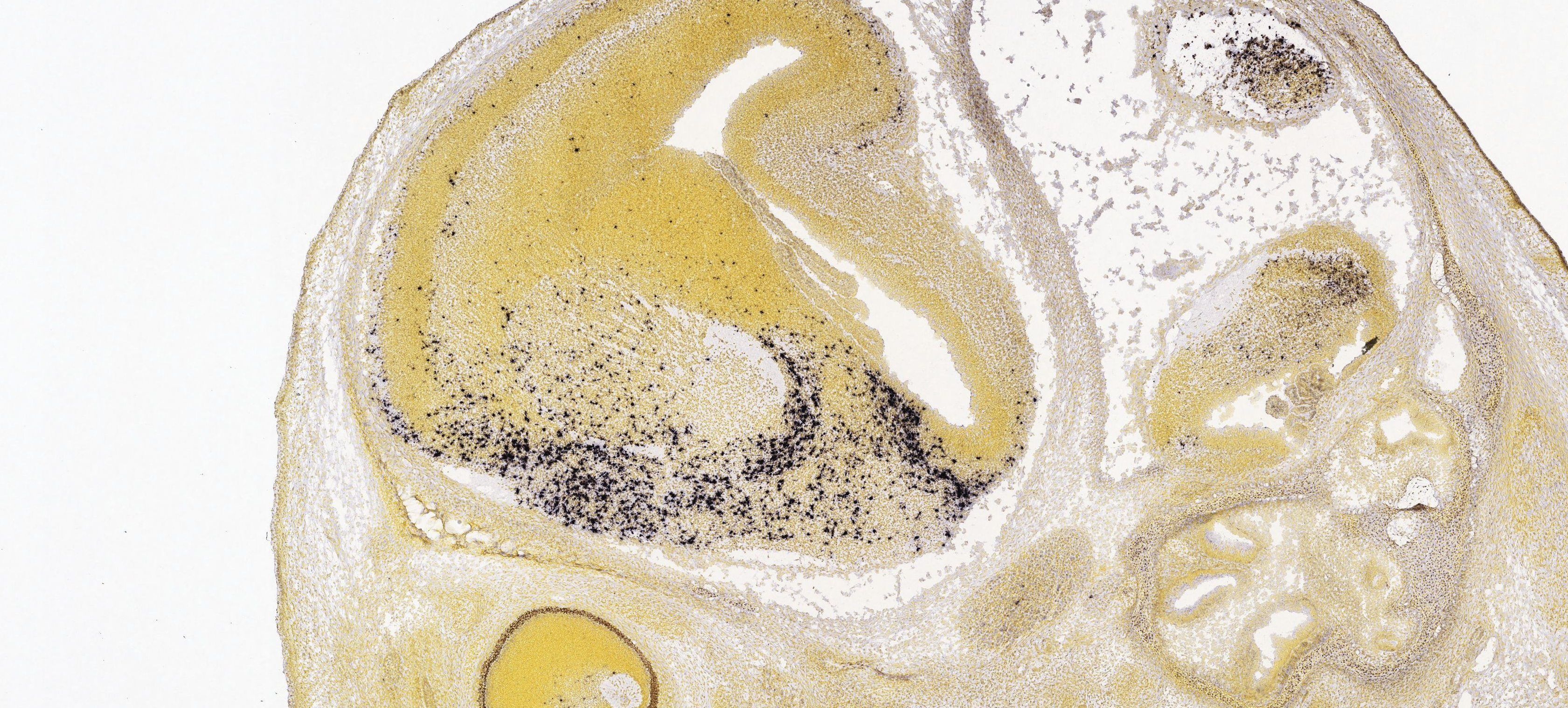
Sst uttrycks i interneuroner i telencephalon hos den embryonala dag 15,5-musen. Allen hjärnatlas

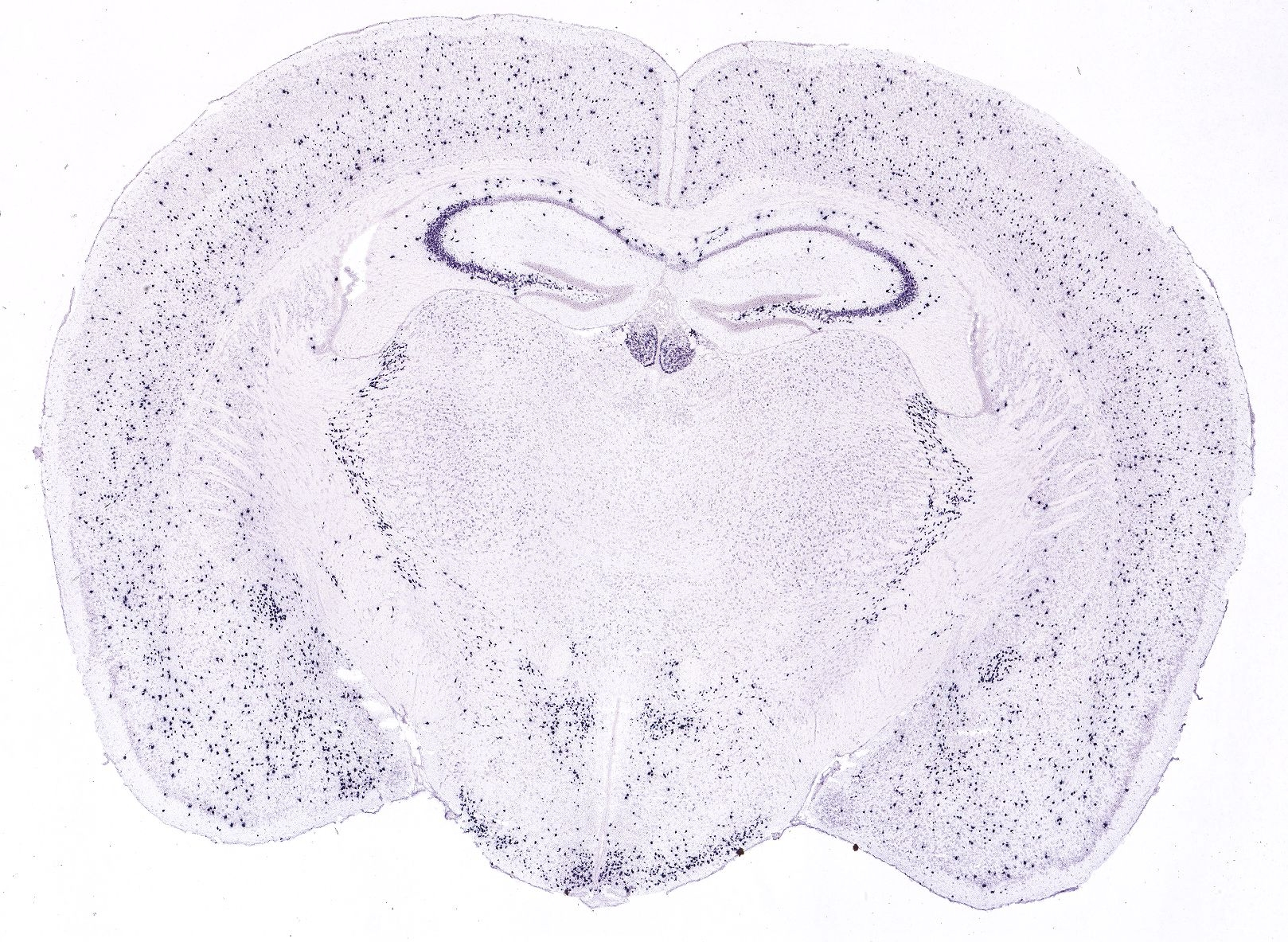
Sst uttryck i den vuxna musen. Allen hjärnatlas

Somatostatin produceras av neuroendokrina neuroner i den ventromediala kärnan i hypotalamus. Dessa neuroner projicerar till medianeminensen, där somatostatin frisätts från neurosekretoriska nervändar till det hypotalamohypofysiska systemet genom neuronaxoner. Somatostatin transporteras sedan till den främre hypofysen, där det hämmar utsöndringen av tillväxthormon från somatotropa celler. Somatostatinneuronerna i den periventrikulära kärnan förmedlar negativa återkopplingseffekter av tillväxthormon på dess egen frisättning och somatostatinneuronerna svarar på höga cirkulerande koncentrationer av tillväxthormon och somatomediner genom att öka frisättningen av somatostatin, vilket minskar utsöndringshastigheten av tillväxthormon. 
Somatostatin produceras också av flera andra populationer som projicerar centralt, det vill säga till andra delar av hjärnan, och somatostatinreceptorer uttrycks på många olika platser i hjärnan. Speciellt förekommer populationer av somatostatinneuroner i den bågformade kärnan, hippocampus, och hjärnstammens kärna i det solitära området.  

## Funktioner

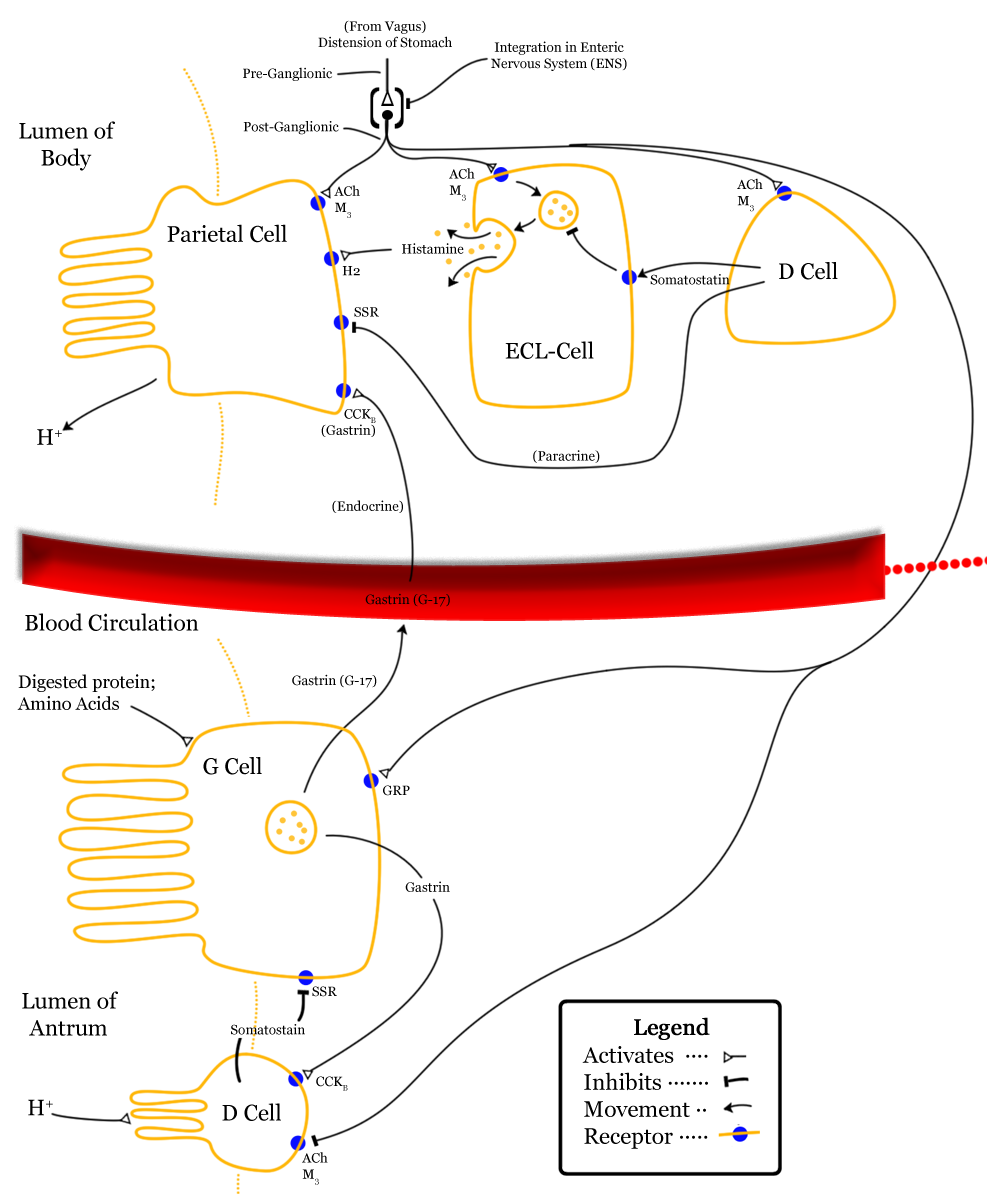
D-cellen syns uppe till höger och somatostatin representeras av mittenpilen som pekar åt vänster

Somatostatin klassas som ett hämmande hormon, och induceras av lågt pH. Dess effekter sprids till olika delar av kroppen. Frisättning av somatostatin hämmas av vagusnerven.

### Främre hypofysen
I den främre hypofysen är effekterna av somatostatin:
- Hämmar frisättningen av tillväxthormon (GH)[15] (och motverkar därmed effekterna av tillväxthormonfrisättande hormon (GHRH))
- Hämmar frisättningen av sköldkörtelstimulerande hormon (TSH)[16]
- Hämmar adenylylcyklas i parietalceller
- Hämmar frisättningen av prolaktin (PRL)

### Mag-tarm-systemet
- Somatostatin är homologt  med kortistatin och undertrycker frisättningen av gastrointestinala hormoner
- Minskar tömningshastigheten för magsäcken och minskar sammandragningar av glatta muskler och blodflöde i tarmen[15]
- Undertrycker frisättningen av bukspottkörtelhormoner
  - Frisättning av somatostatin utlöses av betacellspeptiden urocortin3 (Ucn3) för att hämma insulinfrisättning.[17][18]
  - Hämmar frisättningen av glukagon[17][2]

- Dämpar bukspottkörtelns exokrina sekretoriska verkan